# غيريدا
غيريدا هي بلدة ومحافظة فرعية تابعة لمحافظة دار تاما بإقليم وادي فيرا في تشاد. وهي تقع في حوالي 14°30′30″N 22°5′13″E / 14.50833°N 22.08694°E .
كانت غيريدا موقعًا للقتال بين الجيش التشادي وتجمع القوى الديمقراطية (RAFD) في أوائل ديسمبر 2006. في 1 ديسمبر، قتل 11 شخصا و 82   أصيبوا في القتال. يوجد سبعة عشر موظفا إنسانيا أجنبيا في غيريدا بالقرب من مخيمات اللاجئين الكبيرة في مايل وكونونغو ، حيث يوجد 30 ألف لاجئ سوداني من النزاع القائم في دارفور .
يخدم المدينة مطار غيريدا .